# ذكاء القطط

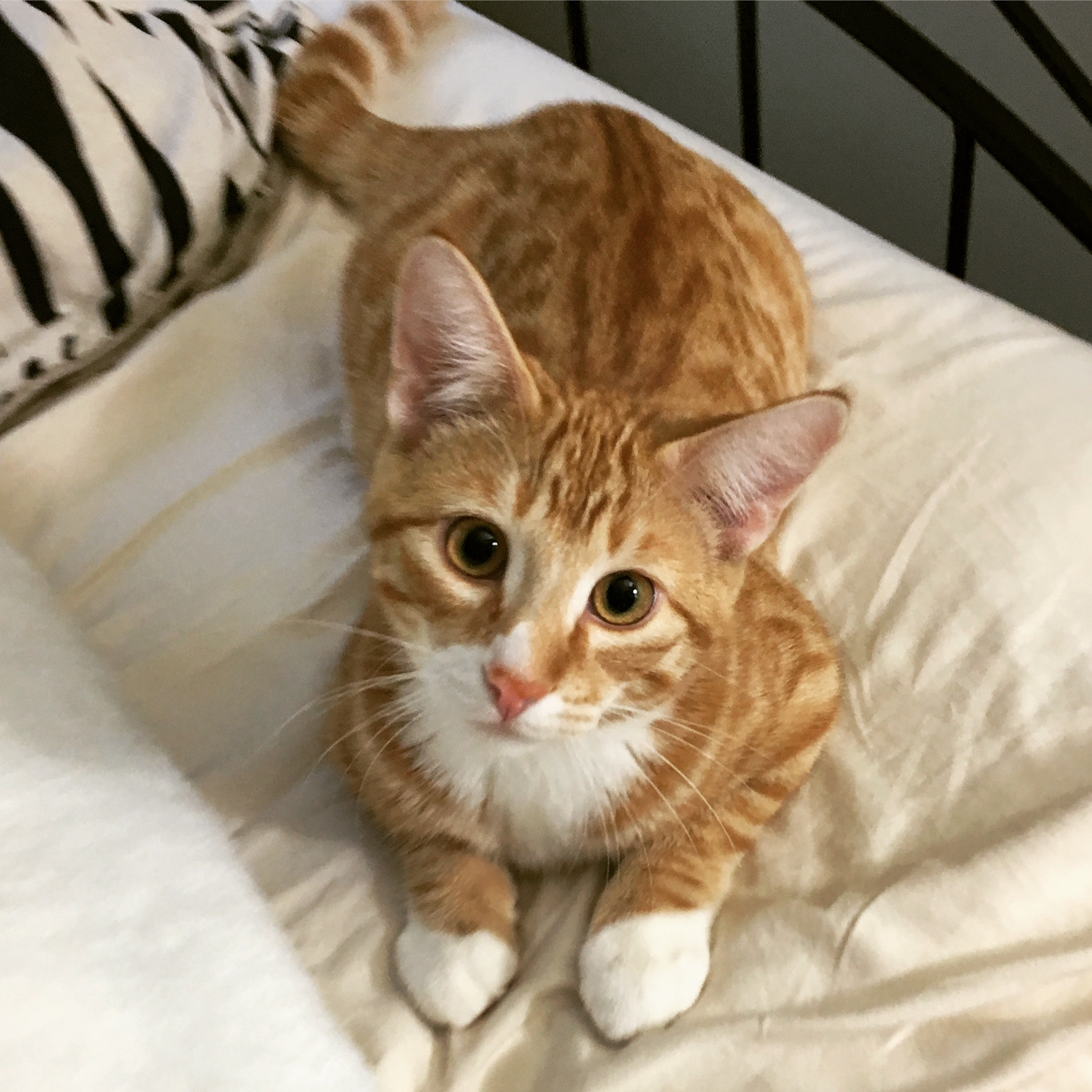
صورة لذكر قط مخطط

يعرف ذكاء القط بأنه قدرة القط الأليف على حل المشاكل والتكيف مع بيئته. وقد أظهر الباحثون أيضا بأن ذكاء القطط يشمل القدرة على اكتساب سلوك جديد ينطبق مع المعرفة المتعلمة سابقا في مواقف جديدة، والتواصل بين الاحتياجات والرغبات ضمن مجموعة اجتماعية، والاستجابة لإشارات التدريب وغيرها الكثير.

## دماغ القط

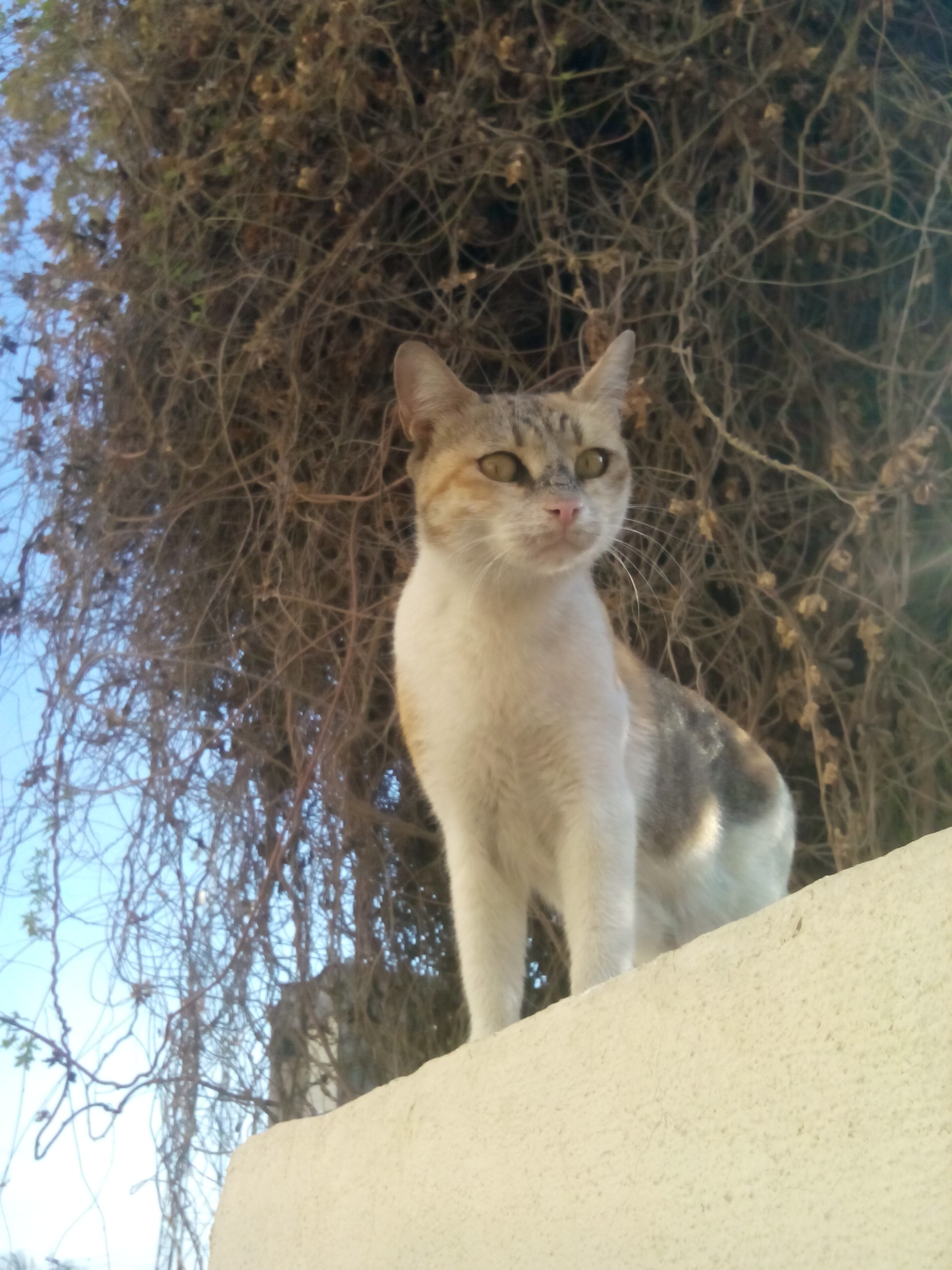

### حجم الدماغ
يبلغ طول دماغ القط الأليفة حوالي خمسة سنتيمترات (2.0) في الطول، ويزن 25-30 غرام (0.88-1.06 أوقية). إذا تم أخذ قطة عادية على أن طول دماغ القط 60 سم (24) في الطول ووزنه 3.3 كجم (7.3 رطل)، فإن دماغه سيشكل نسبة 0.91٪ من كتلة جسمه الإجمالية، مقارنة مع متوسطة كتلة جسم الإنسان والتي تقدر بنسبة 2.33٪، وفي سنة 1973 اقترح جبريسون ناتج عملية التَدمُغ والتي تصنف على أن القيم أكثر 1 يرمز لدماغ كبيرة، في حين أن القيم أقل من 1 ترمز لدماغ الصغير. تُعزى قيم القط المحلية من 1 إلى 1.71 مقارنة للقيم البشرية والتي تتراوح بين 7.44 و7.8، وتُعتبر فصيلة النمور في جافا وبالي هي صاحبة أكبر العقول من حيث الحجم من ضمن عائلة فيليديا، وليس فحسب وإنما يُعدا من أكبر الأحجام في العقول نسبيا في فصيلة النمور في دجلة. ويناقش ما إذا كان هناك علاقة بين حجم الدماغ والذكاء لدى الثديات. وقد تبين وجود علاقة بين هذين العاملين في العديد من التجارب؛ ومع ذلك، فإن العلاقات لا تتضمن العلاقة السببية.
تتوقف معظم التجارب التي تنطوي على أهمية حجم الدماغ للاستخبارات على افتراض أن السلوك المعقد يتطلب دماغ معقد (ويحتوي هذا على الذكاء)، ومع هذا، لم يتم إثبات هذه العلاقة دائما.
تبلغ المساحة السطحية للقشرة الدماغية لدى القط حوالي 83 سم2 (13 في 2)؛ وبالإضافة إلى هذا فإن وزن القط 2.5 كيلوجرام أي 5.5 رطل، وقد يصل وزن المخيخ لديه إلى 5.3 كيلوجرام أي 0.19 أوقية، والذي يقدر بنسبة 0.17% من الوزن الإجمالي.

### بنية الدماغ
وقد أثبت الباحثون في كلية الطب البيطري في جامعة تافتس على أن الهيكل المادي لدماغ الإنسان ودماغ القطط بينهم تشابه تام. ولدى كل من الدماغ البشري ودماغ القط على حد سواء القشرية الدماغية مع تماثل في الفصوص.
تبلغ عدد الخلايا العصبية القشرية الموجودة في دماغ القط 763 مليون. وقد تم العثور على أن منطقة القشرة البصرية تحتوي على حوالي 51,400 من الخلايا العصبية لكل مم3. و المنطقة 17 تعتبر القشرة البصرية الأولية.
وتحتوي كل من العقول البشرية وعقول القطط على لفات في الدماغ. أي يمتلك كل من النوعين على سطح لدن.
وقد أوضحت التحليلات على أن دماغ القطط مقسم إلى عدة مناطق مع وجود مهام خاصة والتي تبدو مترابطة للغاية مع القدرة على تبادل المعلومات الحسية في جزئية من شبكة المركز والأطراف، مع وجود عدد كبير من المراكز المتخصصة والعديد من المسارات البديلة بينهما. و يسمح هذا النوع من التبادل بين المعلومات الحسية للدماغ لبناء تصور معقد للعالم الحقيقي والرد على بيئته والتلاعب معها.
ويشمل المهاد الدماغي لدى القطط على الهيبوثالاماث والنواة و نواة ركبية جانبية وهياكل نووية ثانوية إضافية.

### هياكل الدماغ الثانوية
ويحتوي دماغ القط المحلي أيضا على الحصين، واللوزة، والفصوص الأمامية ( ويشكلون نسبة من 3% إلى 3.5% من كتلة الدماغ الكلية عند القطط مقارنة مع أجزاء الإنسان والتي تشكل حوالي نسبة 25%)، الألياف الدماغية، والصوار الأمامي، والغدة الصنوبرية، و النواة المذنبة، و النوى الحاجزية والدماغ المتوسط.

### اللدونة العصبية
أكد جرويسو وأخرون عام (1979)على أن المرونة العصبية في أدمغة القطط، وفيما يتعلق بارتباط السيطرة على المؤثر البصري بالتغيرات في بنى الحمض النووي الرايبوزي (RNA). وفي دراسة حديثة وجد أن القطط تمتلك ذاكرة التعرف البصري وتمتلك أيضا ترميز المرونة الدماغية من المعلومات البصرية.

### الدماغ والنظام الغذائي
ويعرف دعم النظام الغذائي الإدراكي لدى القطط على أنه الغذاء الذي يصاغ لتحسين العمليات العقلية ومن بينها الانتباه، والذاكرة قصيرة وطويلة المدى، والتعلم، وحل المشاكل. و تظهر المطالبات للحصول على الدعم المعرفي على عدد من الهررة وذلك للمساهمة في نمو الدماغ، وبالإضافة يفيد النظام الغذائية الذي تستهدف القطط المتقدمة في العمر بمنعهن من إصابتهن بالاضطرابات المعرفية. وتركز عادة هذه الوجبات الغذائية على توريد الأحماض الدهنية أوميغا-3, و الأحماض الدهنية أوميغا-6, وحمض التورين, و الفيتامينات، وغيرها من المكملات الغذائية الداعمة التي لها آثار إيجابية على الإدراك.
وتعتبر الأحماض الدهنية أوميغا-3 المغذيات الرئيسية لإدراك القطط. فتعتبر ضرورية للقطط بسبب عدم القدرة على توليفها بشكل طبيعي ويجب الحصول عليها من النظام الغذائي. تدعم الأحماض الدهنية أوميغا-3 نمو الدماغ ووظائفه وهو عبارة عن حمض ألفا لينوليك، حمض دوكوساهيكسانويك (DHA) وحمض إيكوسابنتينويك (EPA). يمكن الحصول على حمض ألفا لينوليك من الزيوت والبذور.
ويلزم أيضا توافر الأحماض الدهنية أوميغا-6 في الأنظمة الغذائية الخاصة بالقطط وذلك لتحفيز الإدراك لديها. والتي تلعب دورا في دعم الدماغ والإدراك لها وتسمى حمض الأراكيدوليك. و يوجد حمض الأراكيدوليك في المصادر الحيوانية مثل اللحوم والبيض. ويطلب توافر حمض الأراكيدوليك في النظام الغذائي للقطط، كما أن القطط تقوم بتحويل كميات ضئيلة منه وذلك بسبب نازع التشبع دلتا-6 المحدودة. مثل دي إتش آي أو ما يسمى بحمض الأراكيدوليك والذي غالباً ما يتم العثور عليه في أنسجة دماغ القطط، ويبدو أن له دور داعما في وظيفة الدماغ. وفي دراسة أجراها الباحث كونتريراس وآخرون في عام 2000. من خلالها تم العثور على أن حمض دي إتش آي وحمض الأراكيدوليك يشكلا نسبة 20٪ من الأحماض الدهنية الموجودة في دماغ الثدييات. ويشكل حمض الأراكيدوونيك كميات عالية من غشاء معظم الخلايا ويملك العديد من الإجراءات المؤيدة للالتهابات.
التورين هو حمض أميني، ومن الضروري توافر هذا الحمض في الوجبات الغذائية للقطط وذلك بسبب انخفاض قدرتها على إفراز هذا الحمض. وذلك لقدرة حمض التورين على عبور حاجز الدم والدماغ الكائن في الدماغ، والذي يقوم بالعديد من الوظائف العصبية ويساهم في التنمية البصرية. بدون حمض التورين ستشكل القطط بنية غير طبيعية في المخيخ والقشرة البصرية، وعندما تم تغذية القطط عن طريقة اتباع نظام غذائي خالي من حمض التورين أدى هذا إلى انخفاض تجمع حمض التورين في شبكية العين. و يؤدي هذا إلى تدهور المستقبلات الضوئية، ومن ثم يليه العمى الكامل.
ويعتبر الكولين مغذي قابل لذوبان في الماء والذي يمنع ويحسن من مرض الصرع والاضطرابات المعرفية. وتعتبر المكملات الغذائية جزء من علاج القطط من النوبات والاختلال المعرفي، على الرغم من استناد هذا العلاج على الأدلة المبينة والبحوث التي أجريت على الكلاب. وهو طليعة للمواد الكيميائية العصبية مثل الدوبامين وأستيل، مما يحسن من أداء سير الجهاز العصبي.

## الذكاء

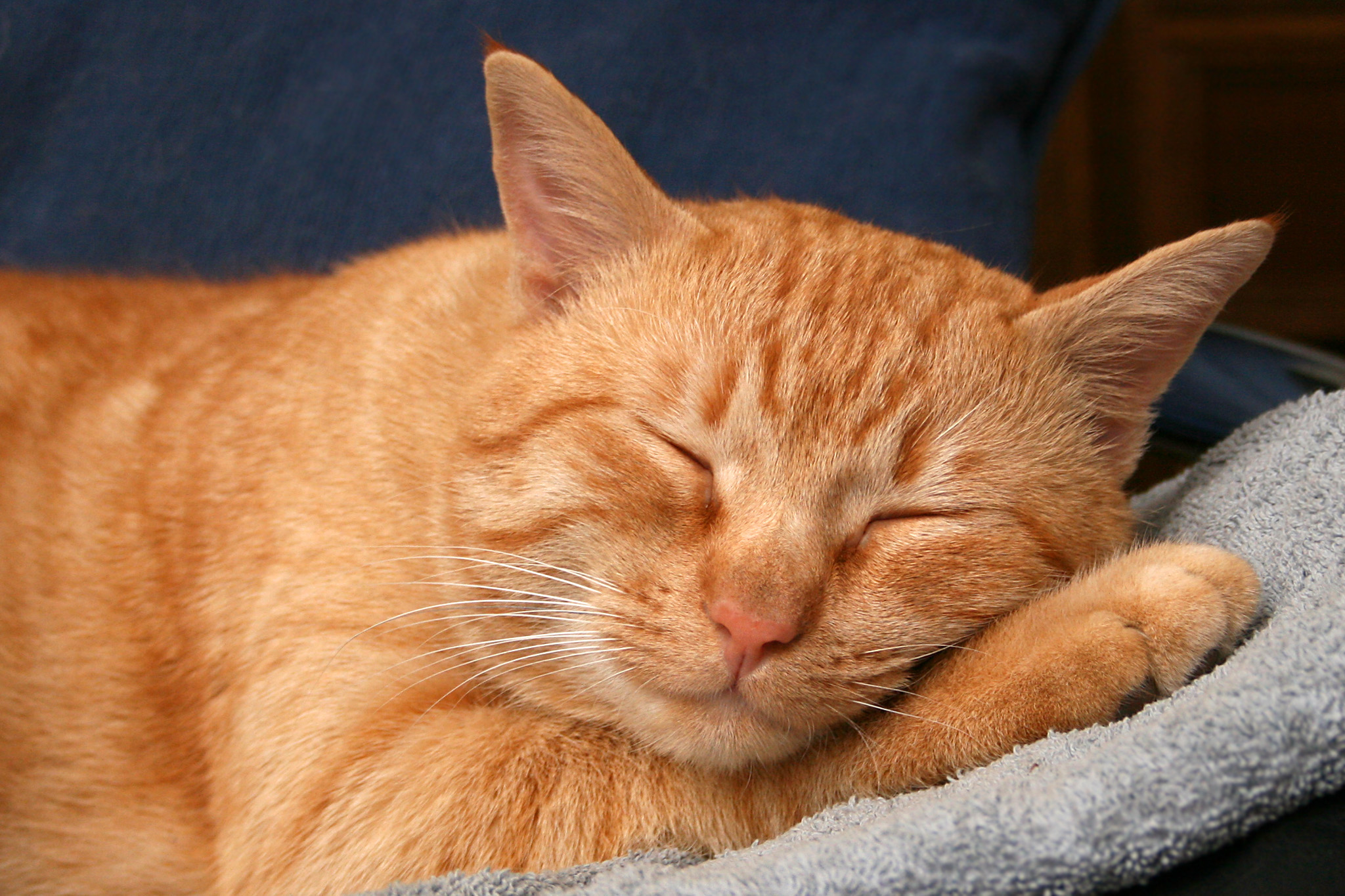
قطة نائمة. ، مثلها مثل البشر ، أحلام معقدة أثناء النوم، وتتضمن سلسلة طويلة من الأحداث التي يمكن الاحتفاظ بها واسترجاعها.

و يعرف الذكاء من خلال المراقبة السلوكية على أنه مركب من المهارات والقدرات. اختبار وايس عبارة عن مقياس الذكاء الإنسان العاقل البالغ. وتقاس نتائج الاختبار بأربع معايير: الفهم اللفظي، والتنظيم الإدراكي، والذاكرة العاملة وسرعة المعالجة. وفي العموم ومن معايير اختبار وايس في التقييم المقارن، هو بأن القطط متساوية في الذكاء. وفي التجارب الخاضعة للرقابة، أظهرت القطط بأن لديها مفاهيم متطورة بالكامل حول موضوع الأداء وهذا يعني بأن الذكاء الحسي لدى القطط مكتمل بشكل نهائي.